# Плотников Іван Степанович (фізико-хімік)
Іван Степанович Плотников (1878—1955) — фізико-хімік, професор Московського університету, творець і керівник Фізико-технічного інституту Загребського університету.

## Біографія
Закінчив Тамбовську гімназію (1897) та фізико-математичний факультет Московського університету з дипломом І ступеня (1901). Учень М. О. Умова, В. Ф. Лугініна, О. П. Соколова. У студентські роки виявилася схильність Плотникова до використання математичних методів у вивченні хімічних процесів; до випробувальної комісії представив твір «Вчення про хімічну рівновагу в додатку до розподілу основ між кислотами», виконану під керівництвом Лугініна. Із 1901 по 1907 роки він удосконалював освіту в Лейпцизькому університеті, одночасно працюючи у Фізико-хімічному інституті В. Ф. Оствальда, де в 1905 році захистив дисертацію «Reaktionsgeschwindigkeiten bei tiefen Temperaturen» та здобув ступінь доктора філософії Лейпцизького університету; призначений асистентом Оствальда, після відставки якого у 1907 році повернувся до Росії.
Із 1908 року був надштатним лаборантом при лабораторії органічної та аналітичної хімії М. Д. Зелінського при кафедрі хімії фізико-математичного факультету Московського університету; надрукував дослідження «Кінетика фотохімічних реакцій» (Москва, 1908). У 1909 році затверджений у званні приват-доцента (читав курс «Дослідна фізична хімія», в 1910 році вперше ввів у викладання в Московському університеті фотохімію). У 1910 році, незважаючи на стійку опозицію певної частини професури (І. О. Каблукова та П. М. Лебедєва), за підтримки М. Д. Зелінського, В. Оствальда та П. Вальдена захистив у Московському університеті магістерську дисертацію «Кінетика фотохімічних реакцій». Організував у 1911/1912 роках спільно з професором Б. В. Станкевичем фізичний колоквіум.
У 1912 році представив до захисту докторську дисертацію «Дослідження фотохімічних явищ» та був призначений в.п. екстраординарного професора. У 1913 році заснував і відкрив фотохімічну лабораторію Московського університету (спочатку вона складалася з 2-х відділень: оптичного і фотохімічного; пізніше створено фотоелектричне); обладнав лабораторію на рівні світових стандартів: більшу частину приладів пожертвував сам Плотников. У 1914 році очолив об'єднану лабораторію неорганічної, фізичної хімії та фотохімії. У 1915 році, незважаючи на протидію з боку Каблукова, він захистив докторську дисертацію в Новоросійському університеті та в лютому 1916 року призначений ординарним професором Московського університету по кафедрі хімії. У березні 1917 року звільнений із Московського університету. Завідування лабораторією передав Каблукову, фотохімічне відділення згодом було ліквідовано.
Емігрував і в 1919 році завдяки допомозі В. Нернста очолив наукову фотохімічну лабораторію фірми «Agfa» у Берліні. У 1920 році він запрошений на посаду ординарного професора фізики та хімії технічного факультету до Вищої технічної школи Загреба, при якій заснував хімічне відділення. У 1926 році створив та очолив Фізико-технічний інститут при Загребському університеті.
Велику увагу приділяв техніці фотохімічного експерименту, конструював нові прилади, навчав цьому своїх учнів. У стінах фотохімічної лабораторії Московського університету створили нові модифікації світлового термостату, світлофільтри для УФ-області, триболюмінескоп та ін. У своїй закордонній діяльності також створив кілька апаратів для фотохімічних та термоелектричних вимірів (термофотометр, фотохімічний апарат з «обертовою» експозицією та ін.).), а також спеціальне обладнання для застосування в медицині та біології. Фотохімічні апарати Плотникова виставлені в німецькому музеї історії науки як найважливіші винаходи техніки фотохімічного експерименту в XX столітті.

## Наукові праці
Автор понад 300 статей, понад 10 книг та підручників. Основні галузі наукових інтересів: абсорбція світла та фотохімія, інфрачервона фотографія та хемолюмінесценція.
Опубліковані Плотниковим монографії «Photochemie» (1910), «Lehrbuch der allgemenien Photochemie» (1920, 2-ге вид.: 1936), були свого часу найпопулярнішими підручниками в області фотохімії, а монографія «Photochemische Versuchstechnik» (1912, 2-ге вид.: 1928) була довідковою книгою для багатьох фотохіміків-експериментаторів.